# Kateřina Razýmová
Kateřina Razýmová (rozená Beroušková, * 10. září 1991 Domažlice) je bývalá česká reprezentantka v běhu na lyžích. Zúčastnila se čtyřikrát mistrovství světa v klasickém lyžování (2017, 2019, 2021, 2023) a jednou olympiády (2018).

## Sportovní kariéra
Pochází z Postřekova. K lyžování ji již v dětství přivedli rodiče, s nimiž jezdila do Capartic a na Čerchov. V běhu na lyžích však závodila jen na amatérské úrovni. Více se nejprve věnovala fotbalu a od patnácti let přešla k atletice v oddíle Mílaři Domažlice pod vedením trenéra Jiřího Královce. Soustředila se hlavně na běh na 1500 m a 3000 m a běh do vrchu. V té době byl běh na lyžích součástí její zimní přípravy. V dorostenecké a juniorské kategorii získala několik mistrovských titulů (Mistrovství ČR v běhu do vrchu 2007 a 2008) a na juniorském MS a juniorském ME v běhu do vrchu se několikrát umístila v první desítce.
Až ve dvaceti letech, kdy začala v Plzni studovat Ekonomickou fakultu Západočeské univerzity, se ve Sport Clubu Plzeň s trenérem Vladislavem Razýmem ml. plně zaměřila na běžecké lyžování. V prosinci 2012 v Horních Mísečkách poprvé startovala ve Slavic Cupu, o rok později v lednu 2014 si odbyla premiéru i ve Světovém poháru v Novém Městě na Moravě. V následující sezóně získala své první medaile na Mistrovství ČR v běhu na lyžích – byla bronzová v závodě na 10 km volnou technikou i ve sprintu klasicky. Svými výkony si zajistila nominaci XXVII. Zimní univerziádu na Slovensku. V konkurenci studentů z celého světa dosáhla 22. místa ve sprintu volně, 28. místa na 5 km klasicky, 20. místo na 15 km volně a 5. místa ve štafetě 3x5 km. Hned po návratu z univerziády získala dvakrát stříbro na Akademickém mistrovství ČR v běhu na lyžích 2015 v Novém Městě na Moravě, kde v závodech na 5 km volně i 10 km klasicky nestačila pouze na svojí kolegyni ze světové univerziády Sandru Schützovou. Po sezóně jí byla nabídnuta reprezentační smlouva, kterou však odmítla.
V sezóně 2015/16 se stala dvojnásobnou českou šampionkou mezi ženami, když v Novém Městě na Moravě vyhrála jak závod na 5 km klasicky, tak běh na 10 km volně. Vzápětí si v Novém Městě připsala další start ve Světovém poháru v běhu na lyžích – v běhu na 10 km volně doběhla na 50. místě a byla rovněž členkou české štafety (s Andreou Klementovou, Sandrou Schützovou a Petrou Novákovou), která doběhla na 10. místě. Do Nového Města se do třetice vrátila na Akademické mistrovství ČR v běhu na lyžích 2016, kde jasně ovládla oba individuální závody 5 km klasicky i 10 km volně a přidala stříbro v závodě smíšených štafet.
Sezónu 2016/17 již absolvovala jako členka české reprezentace.
Dostala šanci startovat na prestižním etapovém závodě Tour de Ski. Absolvovala první 4 etapy ve Val Müstair a v Oberstdorfu, po nichž celá česká reprezentace na Tour skončila. Beroušková se postupně zlepšovala a ve 4. etapě, která se jela jako stíhací závod na 10 km volně, dosáhla 43. místem svého nejlepšího výsledku v dosavadních startech ve Světovém poháru. Na lednovém republikovém šampionátu v Novém Městě na Moravě obhájila dvě zlaté medaile z předchozího roku – ovládla běh na 5 km klasicky s intervalovým startem i běh na 5 km volně s hromadným startem, ve sprintu obsadila 4. místo. Těmito výkony si zajistila nominaci na únorové mistrovství světa ve finském Lahti. V Lahti byla nejlepší Češkou (třikrát pronikla do elitní třicítky).
Před sezónou 2017/18 odmítla podmínky svazu pro další působení v reprezentaci – musela by přestoupit do Dukly Liberec a změnit trenéra. Nadále zůstala ve Sport Clubu Plzeň pod trenérem Vladislavem Razýmem mladším a s podporou Plzeňského kraje a několika individuálních sponzorů usilovala o nominaci na olympiádu. Tím, že opustila reprezentaci nemohla startovat v úvodních sedmi závodech Světového poháru a musela se nejprve kvalifikovat v závodech Kontinentálního poháru ve francouzském Prémanonu. Tento cíl splnila a 16. a 17. prosince startovala ve dvou závodech Světového poháru v Toblachu, kde měla šanci nominovat se na Tour de Ski. Tour de Ski 2017/18 se skutečně zúčastnila a získala zde své první body do Světového poháru, neboť závěrečný stíhací závod po sjezdovce na Alpe Cermis zajela ve 24. nejrychlejším čase. Na základě toho byla také nominována na zimní olympijské hry v jihokorejském Pchjongčchangu. V lednu ve Světovém poháru v Planici na desítce klasicky se umístila na 25. místě. Na olympiádě absolvovala všechny čtyři individuální i oba týmové závody. Nejlepšího umístění dosáhla v běhu na 30 km klasicky (23. místo) a překvapivě také ve sprintu (26. místo). V závěru sezóny v závodě na 10 km klasicky v Lahti si zlepšila svoje kariérní maximum ve Světovém poháru, když skončila osmnáctá.
V sezóně 2018/19 se ve Světovém poháru sedmkrát umístila v bodované třicítce, nejlépe byla dvakrát devatenáctá – v závodech na 10 km klasicky ve Val di Fiemme a v Otepää. Podruhé v kariéře dokončila sérii Tour de Ski, proti předchozímu roku se o 9 míst zlepšila a skončila třiadvacátá. Na Mistrovství světa v klasickém lyžování 2019 v rakouském Seefeldu startovala ve třech individuálních závodech. Nejvíce se jí povedl úvodní skiatlon (7,5 km klasicky + 7,5 km volně), v němž skončila devětadvacátá. Pak doběhla dvakrát sedmatřicátá – na 10 km klasicky i v závěrečné třicítce volně. A přispěla k 11. místu štafety. Ze svých výsledků byla zklamaná. Vyšší ambice měla především na desetikilometrové trati, ale závod se jí nevydařil.
Na začátku sezóny 2019/20 si připsala životní úspěch, když ve finské Ruce v běhu na 10 km klasicky doběhla na 5. místě, čímž o 13 míst zlepšila své dosavadní maximum z Lahti. V navazujícím stíhacím závodě na 10 km volně se dokázala v elitní desítce udržet a v celkovém pořadí třídílného úvodu Světového poháru Ruka Triple skončila devátá. V závodě na 10 km volně v Davosu byla sedmá. Z etapového závodu Tour de Ski musela po prvních dvou etapách odstoupit kvůli střevním problémům a zvýšené teplotě. Další dvě umístění v TOP 10 přidala v domácí divácké kulise v Novém Městě na Moravě, kde skončila desátá v závodě na 10 km volně s intervalovým startem a osmá ve stíhacím závodě na 10 km klasicky. Do druhého z etapových závodů sezóny skandinávské Ski Tour 2020 nemohla vůbec nastoupit kvůli onemocnění s horečkou. Sezónu pak uzavřela 24. místem v závodě na 30 km volně na Holmenkollenu, neboť finále Světového poháru v Kanadě bylo zrušeno kvůli koronavirové pandemii.
Na mistrovství světa v německém Oberstdorfu jela s ambicemi na umístění v top 10 v některém ze závodů. Zejména závod na 10 km volně s intervalovým startem pro ní měl být jedním z vrcholů sezony, ale 25. místem nenaplnila svá očekávání. Při třicítce klasicky se dlouho rvala o umístění v nejlepší desítce, pak ji ale připravil o šanci na senzační výsledek pád, přesto brala výborné 19. místo. Nejlepšího individuálního výsledku dosáhla ve skiatlonu, který dojela na 14. místě. Skvěle jí vyšel její úsek štafety, kdy předávala z prvního místa a hlavní měrou se přičinila o celkové 8. místo, což bylo nejlepší umístění českých běžkyň ve štafetovém závodu na 4x5 km od roku 2007.
Na podzim 2021 v závodech nestartovala, neboť v listopadu 2021 oznámila, že kvůli těhotenství vynechá olympijskou sezónu 2021/2022. Po narození dcery Izabely v červnu 2022, kterou má se svým manželem a trenérem Vladislavem Razýmem, absolvovala své první závody v září 2022 na mistrovství republiky v běhu na kolečkových lyžích v Liberci. Na běžkách začala závodit v závěru roku 2022, kdy startovala na Tour de Ski, a v následujících týdnech absolvovala i další závody Světového poháru. Na přelomu února a března absolvovala světový šampionát v Planici a sezónu zakončila v březnu 2023 závody Světového poháru v Lahti. V září 2023 oznámila konec své závodní kariéry s tím, že se chce věnovat rodině.

## Výsledky

### Výsledky ve Světovém poháru
| Sezóna  | Věk | Sezónní výsledky | Sezónní výsledky | Sezónní výsledky | Výsledky na Ski Tour | Výsledky na Ski Tour | Výsledky na Ski Tour | Výsledky na Ski Tour |
| Sezóna  | Věk | Celkově          | Distance         | Sprinty          | Nordic Opening       | Tour de Ski          | WC Final             | Ski Tour Kanada      |
| ------- | --- | ---------------- | ---------------- | ---------------- | -------------------- | -------------------- | -------------------- | -------------------- |
| 2013/14 | 22  | —                | —                | —                | —                    | —                    | —                    | —                    |
| 2015/16 | 24  | —                | —                | —                | —                    | —                    | —                    | —                    |
| 2016/17 | 25  | —                | —                | —                | 56.                  | DNF                  | —                    | —                    |
| 2017/18 | 26  | 82.              | 59.              | —                | —                    | 32.                  | —                    | —                    |
| 2018/19 | 27  | 60.              | 43.              | —                | 48.                  | 23.                  | —                    | —                    |
| 2019/20 | 28  | 28.              | 20.              | 76.              | 9.                   | DNF                  | —                    | —                    |
| 2020/21 | 29  | 19.              | 15.              | 59.              | 22.                  | 10.                  | —                    | —                    |
| 2022/23 | 31  | 40.              | 24.              | NC               | —                    | 17.                  | —                    | —                    |

### Výsledky na OH
| Rok  | Věk | 10 km | 15 km skiatlon | 30 km hromadný start | sprint | 4 × 5 km štafeta | sprint dvojic |
| ---- | --- | ----- | -------------- | -------------------- | ------ | ---------------- | ------------- |
| 2018 | 26  | 45.   | 38.            | 23.                  | 26.    | 11.              | 11.           |

### Výsledky na MS
| Rok  | Věk | 10 km | 15 km skiatlon | 30 km hromadný start | sprint | 4 × 5 km štafeta | sprint dvojic |
| ---- | --- | ----- | -------------- | -------------------- | ------ | ---------------- | ------------- |
| 2017 | 25  | 28.   | 27.            | 27.                  | —      | 11.              | —             |
| 2019 | 27  | 37.   | 29.            | 37.                  | —      | 11.              | —             |
| 2021 | 29  | 25.   | 14.            | 19.                  | —      | 8.               | 8.            |
| 2023 | 31  | 22.   | 13.            | 21.                  | —      | 9.               | —             |